# Алфонсине
Алфонсѝне (на италиански: Alfonsine, на местен диалект Al'infulsén, Ал'инфулсен) е град и община в Северна Италия, провинция Равена, регион Емилия-Романя. Разположен е на 6 m надморска височина. Населението на града е 12 245 души (към 2011 г.).